# Hindisheim
Hindisheim é uma comuna francesa na região administrativa de Grande Leste, no departamento Baixo Reno. Estende-se por uma área de 11,8 km². Em 2010 a comuna tinha 1 519 habitantes (densidade: 128,7 hab./km²).